# جون كيسيل
جون كيسيل (بالإنجليزية: John Kessel)‏ (24 سبتمبر 1950، بوفالو في الولايات المتحدة)؛ شاعر وروائي أمريكي.

## روابط خارجية
- جون كيسيل على موقع IMDb (الإنجليزية)
- جون كيسيل على موقع ميوزك برينز (الإنجليزية)
- جون كيسيل على موقع أول موفي (الإنجليزية)
- جون كيسيل على موقع كينوبويسك (الروسية)